# Anocht FM
 (janvier 2024).
Si vous disposez d'ouvrages ou d'articles de référence ou si vous connaissez des sites web de qualité traitant du thème abordé ici, merci de compléter l'article en donnant les références utiles à sa vérifiabilité et en les liant à la section « Notes et références ».
Anocht Fm est une station publique en gaélique irlandais pour les jeunes en Irlande.
En [Quand ?], ses émissions quotidiennes sont :
- Géill Slí
- An Taobh Tuathail (la campagne)
- An Ghealach Ghorm (la lune bleue)
- Siar is Aniar le SBB (l'ouest et l'est avec SBB)
- Rogha John Spillane (choix de John Spillane)
- Oíche go Maidin (de la nuit au matin)